# 井田松江古墳群
井田松江古墳群（いたすんごうこふんぐん）は、静岡県沼津市井田にある古墳群。静岡県指定史跡に指定されている。

## 概要
井田松江古墳群は、駿河湾に突き出た標高60〜75メートルほどの尾根上に立地している。6世紀末に築造された古墳群で、現存する17基は円墳と考えられている。この古墳群が文献に初めて記録されたのは、1800年（寛政12年）『豆州志稿』巻十二「荒墳」の項である。
1989年（昭和60年）ごろには「人穴」と呼ばれ近隣の子供達の遊び場になっていた。1954年（昭和29年）、1964年（昭和39年）、1981年（昭和56年）・1983年（昭和58年）、1995年（平成7年）と4回に渡り発掘調査が行われた。1954年（昭和29年）の発掘調査では多くの遺物が見つかっているが、同年冬に保管場所である静岡県立三島南高等学校の火災と共に消失。残りの出土品は戸田村立博物館へ収蔵されている。現在は展望台「煌めきの丘」の階段から降りていき見学が容易に可能である。

## 発掘の経緯
井田松江古墳群は23基とも、29基とも報告されている。これら古墳群に対する発掘調査はこれまで4度行われている。
1回目は1954年（昭和29年）に三島南高校教諭の長田実により7号墳の調査が行われた。なお、この時の資料は出土資料と共に、同年冬に発生した同校の火災により焼失したが、焼けて残った遺物は戸田村立博物館へ収蔵されている。この時期（昭和20年代後半から30年代）は高等学校郷土史研究部による遺跡の発掘が盛んに行われており、翌1955年（昭和30年）には同教諭の指導する三島南高校により21号墳の調査が行われた。
2回目は1964年（昭和39年）に戸田村教育委員会の計画で長田実指導のもと小野真一により行われた。この発掘調査は当時、沼津ー戸肥を結ぶ県道の計画による遺跡破壊が原因となったと記録されている。9号墳・18号墳が調査され、石棺が発見されたが報告書は作成されなかった。
3回目は1982年（昭和56年）・1984年（昭和58年）に静岡県教育委員会文化課にて重要遺跡の保護を進めるための基礎資料作成を目的に調査を実施した。この調査は山下晃が担当し、7号墳・18号墳の石室の実測図および、9号墳の石室の実測図と全体の地形測量図の作成が行われた。
4回目は1995年（平成7年）から1997年（平成9ネット）に井田松江古墳群調査整備委員会が組織され、青山学院大学文学部教授の田村晃一を委員長とする委員会にて行われた。これは1994年（平成6年）に本古墳群が県の史跡に指定されたことが契機となった。7号墳・18号墳が再調査され、石室公開までの整備も行われた。

## 規模
古墳の直径は下記のとおり。1号墳〜6号墳は現在存在していない。
7号墳
- 約12メートル
- 墳丘　東西約10.6メートル、西側墳裾部からの残存高約1.4メートル
- 石室　全長約8.8メートル、乱石積み　玄室約5.7メートル、幅1.4〜1.8メートル、奥壁の高さは2.1メートル以上と考えられている[10]。

8号墳
- 約7メートル

9号墳
- 約7メートル

10号墳
- 約11〜12メートル

11号墳
- 約8メートル

12号墳
- 約9メートル

13号墳
- 約6〜7メートル

14号墳
- 約10メートル

15号墳
- 約10〜12メートル

16号墳
- 約13〜14メートル

17号墳
- 約10〜11メートル

18号墳
- 約11メートル
- 墳丘（楕円形）
  - 約11メートル
  - 直径約13メートル
  - 短径約10メートル[11]
- 石室（無袖横穴式石室）
  - 全長約8.2メートル
  - 玄室長約7.1メートル
  - 幅約1.1メートル〜1.9メートル
  - 奥壁高約2.0メートル
  - 羨道部長約2.1メートル[12]
- 石棺（大小2基の箱型石棺）
  - 1号石棺
    - 外法
    - 長さ約1.95メートル
    - 幅約0.9メートル
    - 高さ約0.7メートル

  - 2号石棺
    - 外法
    - 長さ約1.05メートル
    - 幅約0.6メートル
    - 高さ約0.4メートル[13]

19号墳
- 約8メートル

20号墳
- 8〜10メートル

21号墳
- 10メートル程度

22号墳
- 7〜9メートル

23号墳
- 10〜11メートル

## 出土品

### 銀象嵌円頭大刀把頭（ぎんぞうがんえんとうたちつかがしら）
- 18号墳は1964年（昭和39年）に初めて発掘された。1996年から97年にかけての発掘調査で、長さ7.3センチメートル、幅4.8センチメートルの銀象嵌円頭大刀把頭が1点出土した。文様は、二重円を2本の平行線で繋いだ亀甲繋文の中に単鳳（一羽の鳳凰）を配するもので、鳳凰を取り囲む旋毛状文などから、6世紀第4四半期のものとされている。この考察は、出土した須恵器の年代幅と矛盾しない。同様の文様をもつ象嵌円頭把頭には同じサイズの多くの類例が知られており、この井田松江18号古墳出土のものも、同一規格品の一つと見られている。

### 象嵌鐔
- 1996年から97年の調査では、出土品のX線撮影が行われ、過去の出土遺物の中に象嵌鐔が4点あることが確認された。施されている文様はハート形文が1点、渦文が3点と分類された。これらは6世紀第4四半期から6世紀末のものと見なされている。

18号墳からこの他にも出土した刀装具などから考えて、少なくとも4点の装飾付大刀が副葬されていたことになる。被葬者たちはこれらを安定的に入手することができた、古墳群を作った人々の中でも比較的高い地位のものと見ることができる。

## 古墳の風景

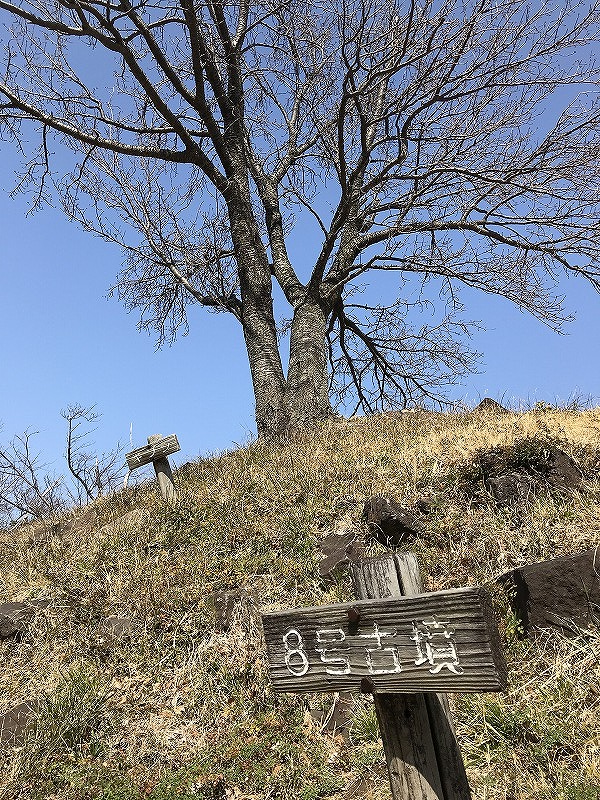
井田松江古墳8号墳
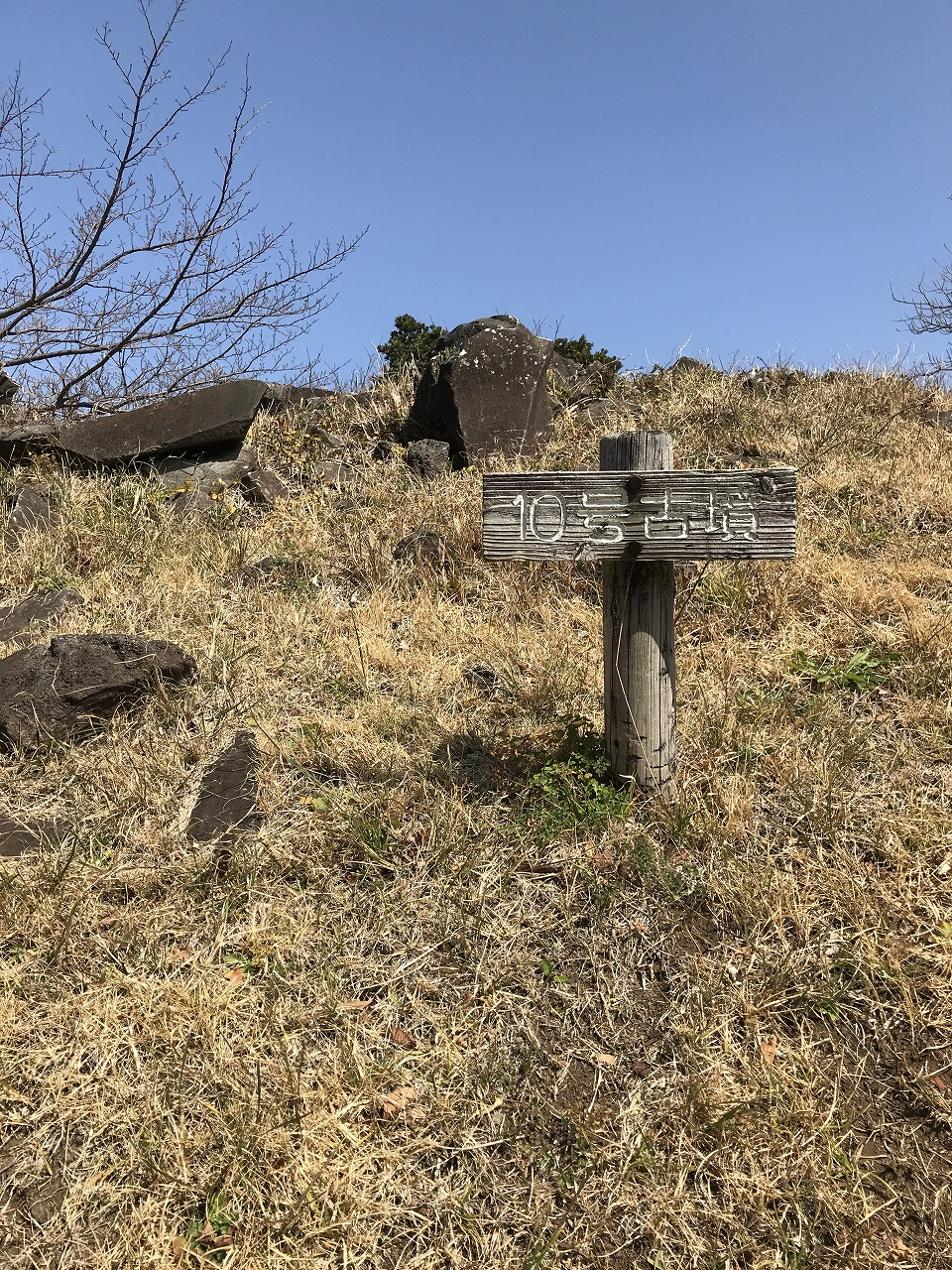
井田松江古墳10号墳
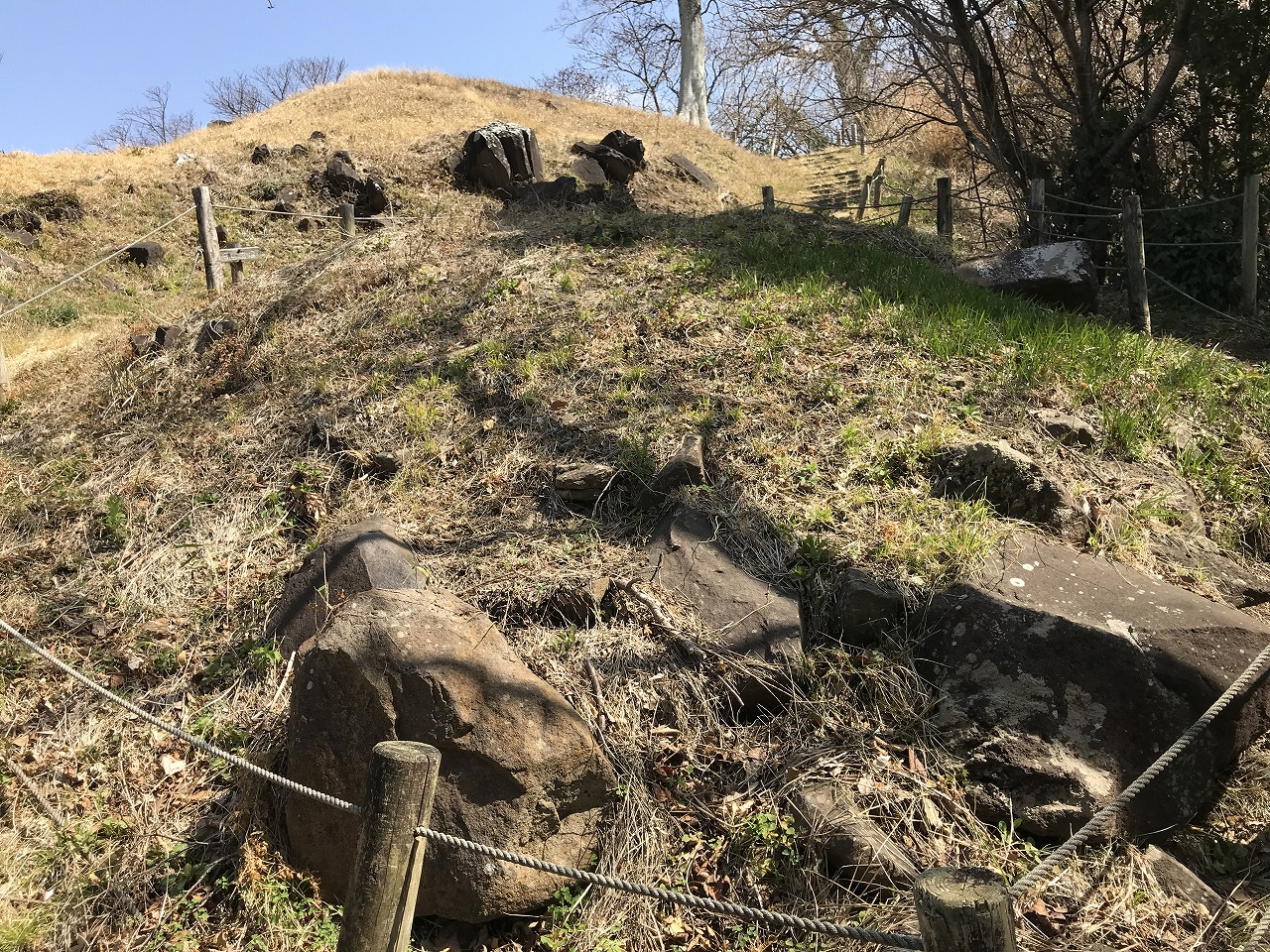
井田松江古墳19号墳
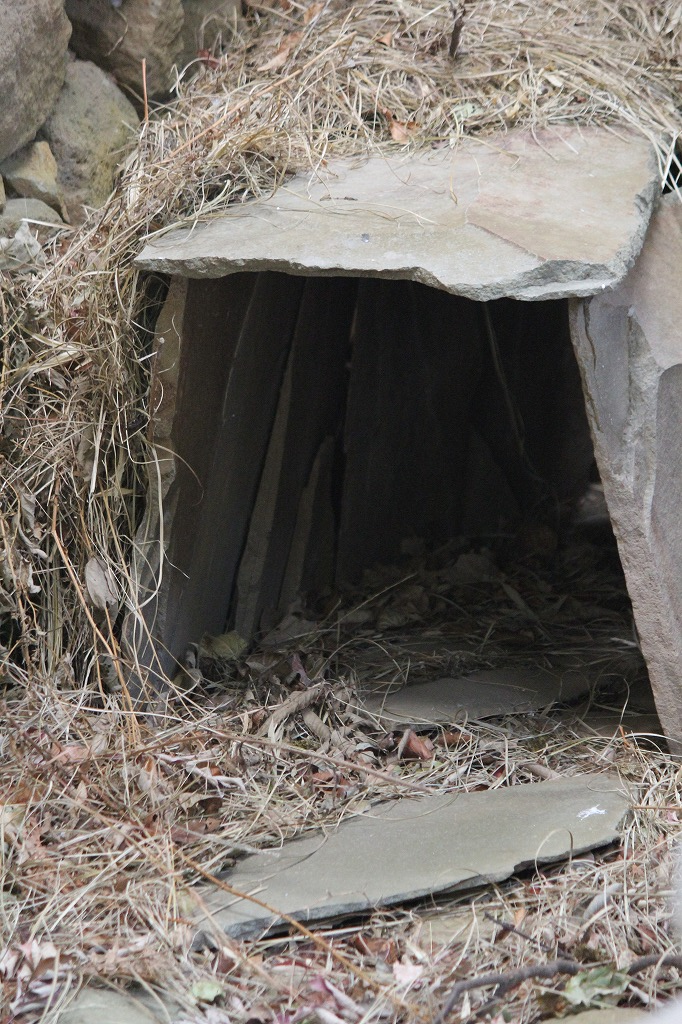
井田松江古墳18号墳　石棺
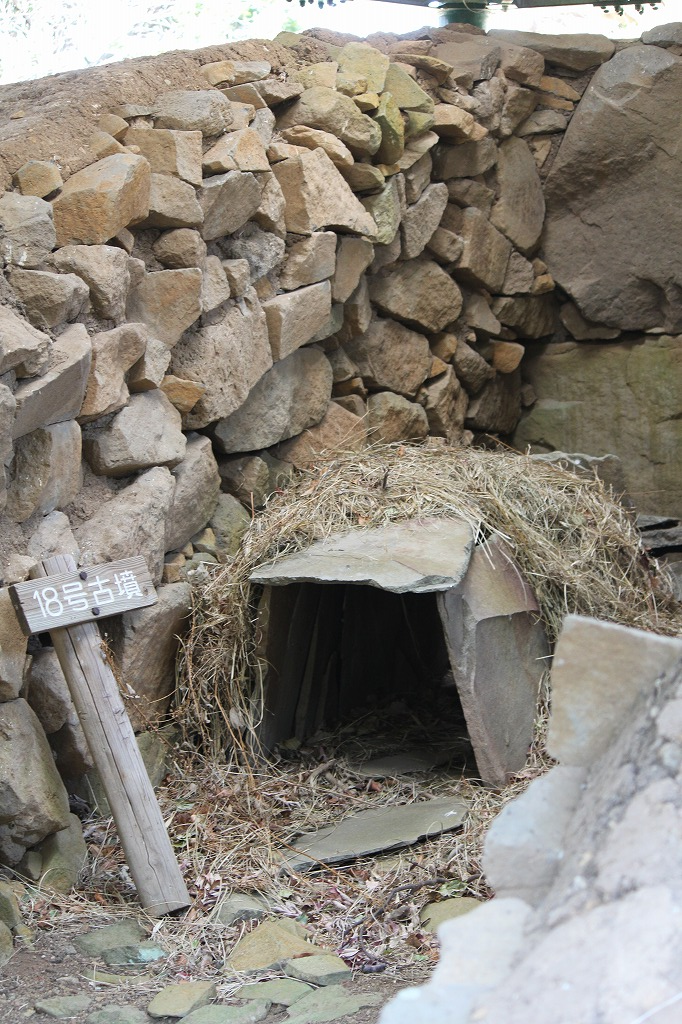
井田松江古墳18号墳　石室

## 現地情報
所在地
- 静岡県沼津市井田松江山974

周辺
- 江浦横穴群 - 静岡県指定史跡
- 明神池_(沼津市)
- 井田丸塚古墳群（沼津市井田萩原536）[15]
- 戸田沢海古墳（沼津市戸田沢海2762）[15]
- 戸田鬼川根岸古墳（沼津市鬼川洞2898）[15]
- 戸田沢海遺跡（沼津市戸田沢海7番地、8番地、19番地）[15]